# Onthophagus ruandanus
Onthophagus ruandanus är en skalbaggsart som beskrevs av Frey 1971. Onthophagus ruandanus ingår i släktet Onthophagus och familjen bladhorningar. Inga underarter finns listade i Catalogue of Life.